# Yasuhiro Sato
Pour les articles homonymes, voir Sato.
Yasuhiro Sato (佐藤 康弘, Sato Yasuhiro), né le 25 juillet 1967 dans la préfecture de Tochigi, est un joueur de baseball japonais.

## Biographie
Yasuhiro Sato remporte avec l'équipe du Japon de baseball la médaille de bronze olympique aux Jeux olympiques d'été de 1992 à Barcelone.